# タニタヘルスリンク
株式会社タニタヘルスリンク（TANITA HEALTH LINK, INC.）は、体重計など計測器の大手メーカーである株式会社タニタ（TANITA CORPORATION）の関連会社である。
2024年5月1日付けで、情報通信および企業経営のコンサルティング会社「フォーバル」が過半数株を取得。フォーバルグループに加わる。タニタは引き続き主要株主として株を保有する。

## 会社概要
- 社名　株式会社タニタヘルスリンク
- 英文社名　TANITA HEALTH LINK, INC.
- 本社所在地　〒112-0004 東京都文京区後楽1-4-14 後楽森ビル8階
- 代表取締役社長　土志田 敬祐

## 事業概要
- Webシステムおよびソフトウエアの開発・販売
- 健康機器・美容機器の製造・販売およびリース
- インターネットによる情報サービス事業および通販事業
- 市場調査、宣伝および広告業　他